# Birgitte Hanel
Birgitte Hanel, född den 25 april 1954 i Jægersborg i Danmark, är en dansk roddare.
Hon tog OS-brons i scullerfyra i samband med de olympiska roddtävlingarna 1984 i Los Angeles.